# Ingeniería eólica

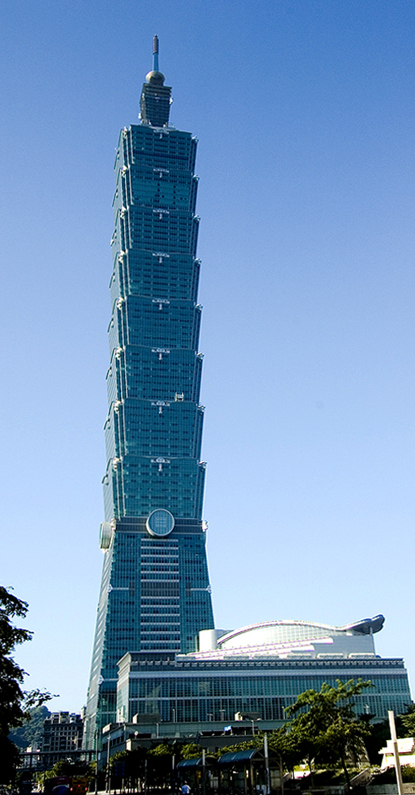
altonthompson

La ingeniería eólica es una subárea de la ingeniería mecánica, la ingeniería estructural, la meteorología y la física aplicada que analiza los efectos del viento en el entorno natural y construido y estudia los posibles daños, inconvenientes o beneficios que pueden resultar del viento. 
Ingeniería eólica de protección: Se incluye el estudio de vientos fuertes, que pueden causar molestias, así como vientos extremos, como en un tornado, huracán o tormenta fuerte, que pueden causar una destrucción generalizada. 
Ingeniería eólica de generación: En los campos de la energía eólica y la contaminación del aire, también se incluyen los vientos bajos y moderados, ya que son relevantes para la producción de electricidad y la dispersión de contaminantes.
La ingeniería eólica se basa en la meteorología, la dinámica de fluidos, la mecánica, los sistemas de información geográfica y una serie de disciplinas de ingeniería especializadas, incluidas la aerodinámica y la dinámica estructural. Las herramientas utilizadas incluyen modelos atmosféricos, túneles de viento de la capa límite atmosférica y modelos de dinámica de fluidos computacionales.
La ingeniería eólica de protección comprende, entre otros temas:
- Impacto del viento en estructuras (edificios, puentes, torres)
- Facilidad de flujo del viento cerca de los edificios
- Efectos del viento en el sistema de ventilación de un edificio
- Clima eólico para energía eólica
- Contaminación del aire cerca de edificios.

Los ingenieros estructurales pueden considerar que la ingeniería eólica está estrechamente relacionada con la ingeniería sísmica y la protección contra explosiones.